# 팔츠 (지역)

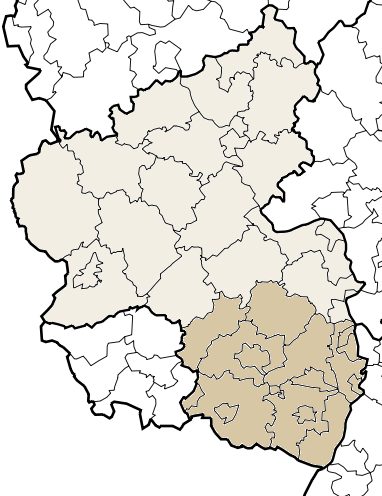
팔츠의 영역

팔츠(독일어: Pfalz, 영어: Palatinate)는 독일 서남부의 역사적 지역이다. 라인란트팔츠주의 남부에 해당한다.